# اثنا عشري وجوه معينية
في الهندسة، اثنا عشري الوجوه المعينية هو متعدد وجوه محدب له 12 وجهًا معينيًا متطابقًا. يحتوي على 24 حرفًا و 14 رأسًا من نوعين. باعتباره مجسم كاتالان، فهو متعدد الوجوه الثِّنْوِيّ لذي الوجوه المكعبي الثماني. باعتباره متوازي الوجوه، يمكن استخدام المعين الاثني عشري الوجوه لرصف نسخه في الفضاء لإنشاء شهد اثني عشريات الوجوه المعينية. يوجد بعض الاختلافات في اثني عشري الوجوه المعينية، أحدها هو اثنا عشري وجوه بيلينسكي. توجد بعض استنجامات اثني عشري الوجوه المعينية، أحدها هو مجسم إيشر. قد يظهر اثنا عشري الوجوه المعينية أيضًا في بلورة البجادي، والفلسفات المعمارية، والاستخدامات العملية، والألعاب.